# Maliattha stolasa
Maliattha stolasa är en fjärilsart som beskrevs av Swinhoe 1905. Maliattha stolasa ingår i släktet Maliattha och familjen nattflyn. Inga underarter finns listade i Catalogue of Life.